# اژرویل-لا-ریوییر
اژرویل-لا-ریوییر (به فرانسوی: Augerville-la-Rivière) یک کمون در فرانسه است که در canton of Puiseaux واقع شده‌است. اژرویل-لا-ریوییر ۴٫۰۳ کیلومتر مربع مساحت دارد.